# 岸田寿夫
岸田 寿夫（きしだ としお、1917年8月15日 - 2007年12月8日）は、日本の経営者。大同特殊鋼社長を務めた。

## 来歴・人物
滋賀県出身。1945年に東京帝国大学第二工学部冶金学科を卒業し、1946年に大同製鋼(のちの大同特殊鋼)に入社。1975年2月に取締役に就任し、1980年9月に常務、1982年9月に専務を経て、1984年9月に副社長に就任し、1988年6月には社長に昇格。1992年6月に取締役相談役に就任し、1994年6月に相談役に就任。
1993年4月に勲二等瑞宝章を受章。
2007年12月8日に心不全のために死去。90歳没。